# Thranius variegatus obscurus
Thranius variegatus obscurus es una subespecie de escarabajo longicornio del género Thranius, tribu Thraniini, subfamilia Cerambycinae. Fue descrita científicamente por Hayashi en 1962.

## Descripción
Mide 14-20,5 milímetros de longitud.

## Distribución
Se distribuye por Japón.